# Кант (лунный кратер)
Кратер Кант (лат. Kant) — крупный ударный кратер на юго-западной границе Залива Суровости на видимой стороне Луны. Название присвоено в честь немецкого философа, родоначальника немецкой классической философии, Иммануила Канта (1724—1804) и утверждено Международным астрономическим союзом в 1935 г. Образование кратера относится к позднеимбрийскому периоду.

## Описание кратера
Ближайшими соседями кратера являются кратеры Доллонд и Декарт на западе; кратер Цельнер на севере-северо-западе; кратер Теофил на востоке; кратер Ибн Рушд на юго-востоке и кратер Тацит на юге. На востоке-северо-востоке от кратера Кант находится пик Пенка; на юго-востоке — Море Нектара. Селенографические координаты центра кратера 10°37′ ю. ш. 20°12′ в. д. / 10,62° ю. ш. 20,2° в. д., диаметр 30,9 км, глубина 3,72 км.
Кратер Кант имеет полигональную форму, практически не подвергся разрушению. Вал с острой кромкой и гладким внутренним склоном, который имеет альбедо выше чем окружающая местность. У подножия внутреннего склона заметны следы обрушения. Высота вала над окружающей местностью достигает 950 м, объем кратера составляет 766 км3. Дно чаши пересеченное, имеется центральный пик смещенный на северо-запад от центра чаши, на вершине центрального пика находится маленький кратер.
В кратере Кант зарегистрированы термальные аномалии во время лунных затмений. Это явление объясняется небольшим возрастом кратера и отсутствием достаточного слоя реголита, оказывающего термоизолирующее действие. Явление характерно для большинства молодых кратеров.

## Сечение кратера
На приведенном графике представлено сечение кратера в различных направлениях, масштаб по оси ординат указан в футах, масштаб в метрах указан в верхней правой части иллюстрации.

## Кратковременные лунные явления
В кратере Кант в январе 1873 г. французским астрономом Этьеном Леопольдом Трувело наблюдались кратковременные лунные явления (КЛЯ) в виде заполнения кратера туманом.

## Сателлитные кратеры
| Кант | Координаты                                            | Диаметр, км |
| ---- | ----------------------------------------------------- | ----------- |
| B    | 9°46′ ю. ш. 18°36′ в. д. / 9,76° ю. ш. 18,6° в. д.    | 14,6        |
| C    | 9°23′ ю. ш. 22°06′ в. д. / 9,39° ю. ш. 22,1° в. д.    | 18          |
| D    | 11°22′ ю. ш. 18°42′ в. д. / 11,36° ю. ш. 18,7° в. д.  | 52,4        |
| G    | 9°13′ ю. ш. 19°34′ в. д. / 9,21° ю. ш. 19,56° в. д.   | 33,5        |
| H    | 9°10′ ю. ш. 20°49′ в. д. / 9,16° ю. ш. 20,82° в. д.   | 6,7         |
| N    | 9°55′ ю. ш. 19°43′ в. д. / 9,91° ю. ш. 19,71° в. д.   | 9,1         |
| O    | 12°02′ ю. ш. 17°10′ в. д. / 12,03° ю. ш. 17,16° в. д. | 6,6         |
| P    | 10°49′ ю. ш. 17°23′ в. д. / 10,82° ю. ш. 17,38° в. д. | 5,71        |
| Q    | 13°03′ ю. ш. 18°43′ в. д. / 13,05° ю. ш. 18,72° в. д. | 5,1         |
| S    | 11°34′ ю. ш. 19°44′ в. д. / 11,56° ю. ш. 19,73° в. д. | 4,4         |
| T    | 11°18′ ю. ш. 20°06′ в. д. / 11,3° ю. ш. 20,1° в. д.   | 3,8         |
| Z    | 10°23′ ю. ш. 17°19′ в. д. / 10,38° ю. ш. 17,32° в. д. | 3           |

- Сателлитные кратеры Кант P и Кант Z включены в список кратеров с яркой системой лучей Ассоциации лунной и планетарной астрономии (ALPO)[7].